# Герб на Венецуела
Националният герб на Венецуела се обвързва с датите:
- 19 април 1810 г. (Декларацията за независимост; истинското подписване е на 5 юли) и
- 20 февруари 1859 г. (Войната на федерацията).

Тялото на щита заема три четвърти от площта ѝ е с цветовете на знамето. Червеният цвят с разтворените 24 житни класа символизира благосъстоянието на Земята и единството на щатите. Жълтият цвят със знамена на Венецуела и мечове, свързани в лавров венец, символизира тържеството в борбата за независимост. Третата част със синия цвят с препускащ бял кон е символ на свободата.
Гербът е изменен през април 2006 г., за да отрази някои промени, като препускащия кон например.